# Governo Aznar I

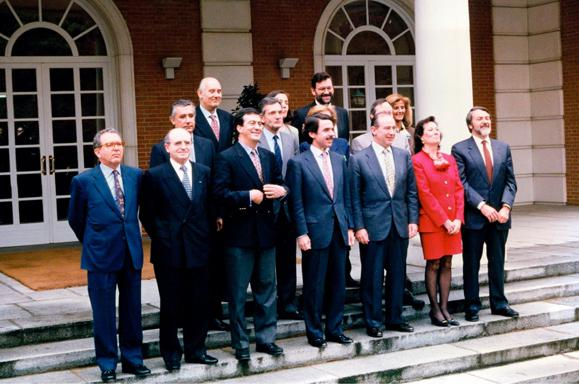
Foto del governo al momento della sua formazione, 7 maggio 1996

Il Governo Aznar I fu l’esecutivo in carica nel Regno di Spagna dal 6 maggio 1996 al 27 aprile 2000 (sebbene dimissionario dal 12 marzo). Nato dal risultato delle elezioni del 1996, fu l’unico della VI legislatura. 
Il 27 aprile 2000, gli successe il Governo Aznar II.

## Situazione parlamentare
| Camera                 | Collocazione                | Partiti                                                            | Seggi     |
| ---------------------- | --------------------------- | ------------------------------------------------------------------ | --------- |
| Congresso dei Deputati | Governo                     | PP (156)                                                           | 156 / 350 |
| Congresso dei Deputati | Appoggio esterno/Astensione | Appoggio esterno: CiU (16), EAJ/PNV (5), CC (4) Astensione: UV (1) | 26 / 350  |
| Congresso dei Deputati | Opposizione                 | PSOE/PSC (141), IU (21), BNG (2), ERC (1), EA (1)                  | 166 / 350 |
| Congresso dei Deputati | Non partecipanti            | HB (2)                                                             | 2 / 350   |

## Composizione
Partito Popolare (PP)
     Indipendenti
| Carica                                    | Titolare                                                              | Titolare | Titolare                                                                 | Partito      |
| ----------------------------------------- | --------------------------------------------------------------------- | -------- | ------------------------------------------------------------------------ | ------------ |
| Presidente del Governo                    |                                                                       |          | José María Alfredo Aznar López                                           | PP           |
| Primo Vicepresidente Presidenza           |                                                                       |          | Francisco Álvarez-Cascos Fernández                                       | PP           |
| Secondo Vicepresidente Economia e Finanze |                                                                       |          | Rodrigo de Rato Figaredo                                                 | PP           |
| Interno                                   |                                                                       |          | Jaime Mayor Oreja                                                        | PP           |
| Giustizia                                 |                                                                       |          | Margarita Mariscal de Gante Mirón                                        | Indipendente |
| Affari esteri                             |                                                                       |          | Abel Matutes Juan                                                        | PP           |
| Difesa                                    |                                                                       |          | Eduardo Serra Rexach                                                     | Indipendente |
| Sviluppo                                  |                                                                       |          | Rafael Arias-Salgado Montalvo                                            | PP           |
| Industria ed Energia                      |                                                                       |          | Josep Piqué Camps                                                        | Indipendente |
| Industria ed Energia                      | PP                                                                    |          | Josep Piqué Camps                                                        |              |
| Ambiente                                  |                                                                       |          | Isabel Tocino Biscarolasaga                                              | PP           |
| Istruzione e Cultura                      |                                                                       |          | Esperanza Fuencisla Aguirre Gil de Biedma (fino al 19 gennaio 1999)      | PP           |
| Istruzione e Cultura                      | Mariano Rajoy Brey (dal 19 gennaio 1999)                              |          |                                                                          | PP           |
| Lavoro e Affari sociali                   |                                                                       |          | Francisco Javier Arenas Bocanegra (fino al 19 gennaio 1999)              | PP           |
| Lavoro e Affari sociali                   | Manuel Ramón Pimentel Siles (dal 19 gennaio 1999 al 19 febbraio 2000) |          |                                                                          | PP           |
| Lavoro e Affari sociali                   | Juan Carlos Aparicio Pérez (dal 19 febbraio 2000)                     |          |                                                                          | PP           |
| Salute e Consumo                          |                                                                       |          | José Manuel Romay Beccaría                                               | PP           |
| Agricoltura, Pesca ed Alimentazione       |                                                                       |          | Ignacia de Loyola de Palacio del Valle Lersundi (fino al 30 aprile 1999) | PP           |
| Agricoltura, Pesca ed Alimentazione       | Jesús María Posada Moreno (dal 30 aprile 1999)                        |          |                                                                          | PP           |
| Amministrazioni pubbliche                 |                                                                       |          | Mariano Rajoy Brey (fino al 19 gennaio 1999)                             | PP           |
| Amministrazioni pubbliche                 | Ángel Jesús Acebes Paniagua (dal 19 gennaio 1999)                     |          |                                                                          | PP           |
| Portavoce del Governo                     |                                                                       |          | Miguel Ángel Rodríguez Bajón (fino al 16 luglio 1998)                    | PP           |
| Portavoce del Governo                     |                                                                       |          | Josep Piqué Camps                                                        | Indipendente |
| Portavoce del Governo                     | PP                                                                    |          | Josep Piqué Camps                                                        |              |

Fonte: